# Выборгское наместничество
Выборгское наместничество — административно-территориальная единица Российской империи с центром в городе Выборге, существовавшая в 1783—1796 годах.

## История и состав
Выборгское наместничество было образовано в соответствии с «Учреждениями для управления губерний», принятыми Екатериной II в 1775 году. В соответствии с указом 1783 года «О составлении Выборгского наместничества из шести уездов, и о переименовании местечка Сердоболья городом» Выборгская губерния была преобразована в наместничество. При этом были упразднены составлявшие её провинции: Выборгская, Кексгольмская и Кюменегородская. 
Высшая административная и военная власть принадлежала генерал-губернатору (наместнику), гражданская власть — губернатору (правителю наместничества). Первым наместником (генерал-губернатором) был назначен принц Фридрих Вильгельм Карл Вюртембергский, брат великой княгини Марии Фёдоровны, жены будущего императора Павла I. В дальнейшем обязанности генерал-губернатора (наместника, военного губернатора) обычно исполняли военачальники из Петербурга по совместительству. 
Торжественное открытие наместнического правления состоялось 21 января 1784 года. Общероссийские губернские, городские и судебные учреждения, введённые на основании «Учреждений для управления губерний» и Городового положения, сблизили устройство Старой Финляндии с другими административно-территориальными единицами Российской империи. Вместе с тем, языком официального делопроизводства был немецкий язык, сменивший шведский, а центральным административно-судебным органом для наместничества, как и для Остзейских губерний, была Юстиц-коллегия Лифляндских, Эстляндских и Финляндских дел. От немецкоязычной школы, учреждённой согласно Уставу о народных училищах от 5 (16) августа 1786 года, берёт своё начало первая государственная женская гимназия стран Северной Европы. 

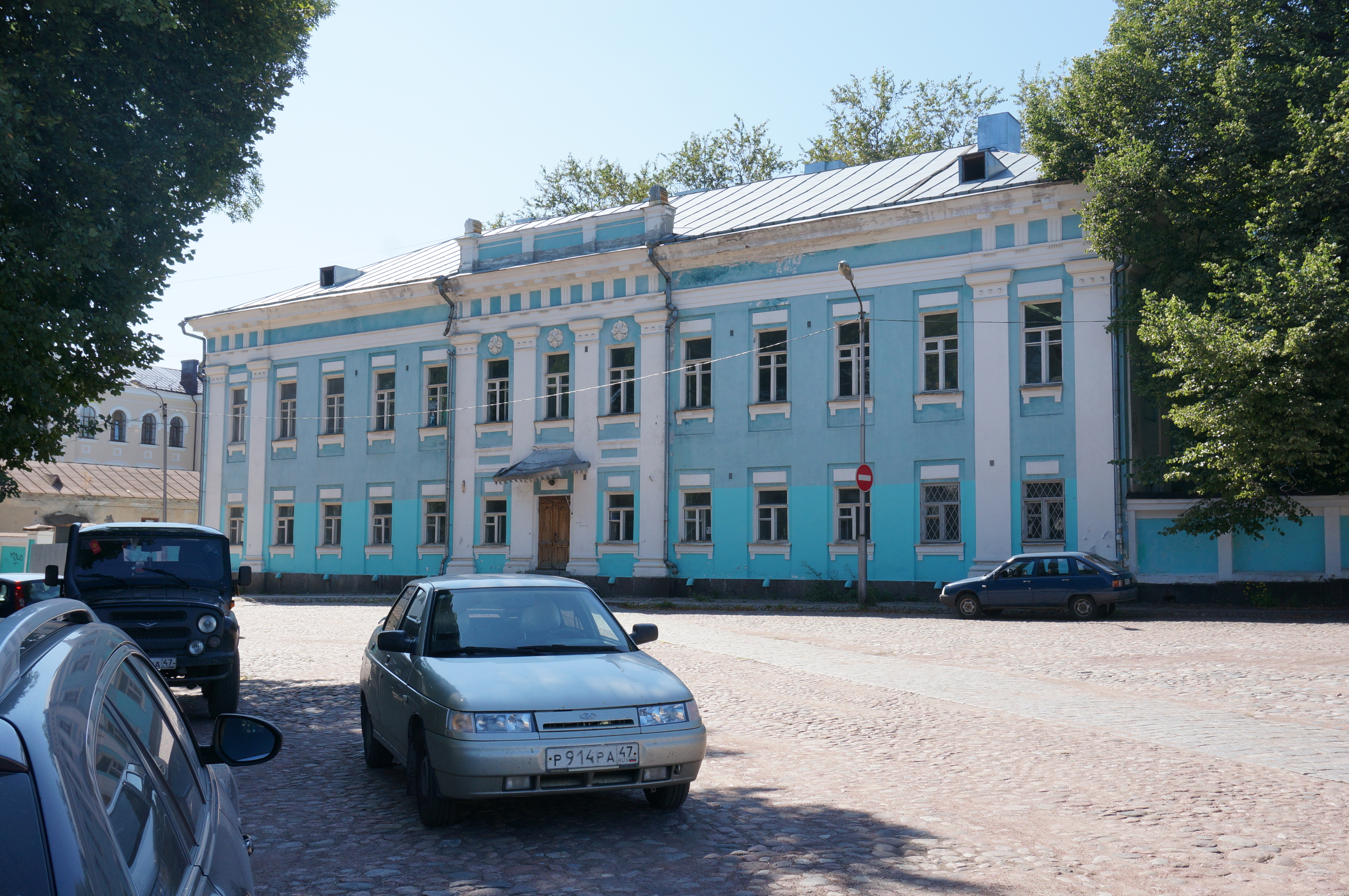
Генерал-губернаторский дом, построенный в 1784 году

Наместничество подразделялось на 6 уездов.
- Вильманстрандский уезд
- Выборгский уезд
- Кексгольмский уезд
- Нейшлотский уезд
- Сердобольский уезд
- Фридрихсгамский уезд

Для уездных городов Выборгского наместничества указом Екатерины II от 4 (15) октября 1788 года были утверждены шесть гербов. В качестве герба наместничества стал использоваться герб Выборга.
Для размещения новых губернских учреждений потребовалось строительство новых зданий общественного назначения. В соответствии с новым планом Выборга, утверждённым в 1794 году Екатериной II, был сформирован новый городской центр, застроенный зданиями в стиле классицизм. 
Указом Павла I Выборгское наместничество в 1796 году было преобразовано в Выборгскую губернию, которая, в свою очередь, была в 1802 году переименована в Финляндскую губернию.

## Руководители наместничества
Первоначально высшим должностным лицом в наместничестве был наместник (генерал-губернатор), которому подчинялись и расположенные на территории Финляндии войска. Хозяйственными делами ведал «правитель наместничества» (губернатор). Начиная с 1791 года в лице выборгского губернатора совмещались полномочия высшего военного и гражданского руководителя наместничества.

### Командующие войсками (генерал-губернаторы, наместники)
- 1782—1786 — принц Фридрих Виртембергский,  генерал-поручик (правящий должность генерал-губернатора)
- 1786—1791 — граф Я. А. Брюс, генерал-аншеф (начальствующий над Выборгским наместничеством)
- 1792 — граф А. В. Суворов, генерал-аншеф (главнокомандующий Финляндской дивизией, Роченсальмским портом и Сайменской флотилией)
- 1795-1796 — М. И. Кутузов, генерал-лейтенант (главнокомандующий Финляндской дивизией, Роченсальмским портом и Сайменской флотилией)
- 1796-1797 — граф М. Ф. Каменский, генерал-фельдмаршал (командующий Финляндской дивизией)

### Правители наместничества (губернаторы)
- 1782—1785 — В. К. Энгельгардт, генерал-поручик
- январь—ноябрь 1785 — А. А. Пеутлинг, генерал-майор (в должности правителя наместничества)
- 1785—1793 — К. Х. Гинцель, генерал-майор (с 21 апреля 1787 — генерал-поручик) (1785—1787 — в должности правителя наместничества, с 21 апреля 1787 — правитель наместничества)
- 1793—1797 — князь Ф. П. Щербатов, генерал-майор (с 1794 — генерал-поручик)